# Monografi
En monografi är en skrift som på uttömmande sätt avhandlar ett särskilt föremål eller ämne inom någon vetenskap.
I biblioteksvetenskap används begreppet monografi ofta i betydelsen separat utgiven skrift, till skillnad från periodisk litteratur. Det kan dock även användas om uppsatser i tidskrifter, årsböcker och festskrifter.[källa behövs]
När man talar om monografier i samband med doktorsavhandlingar så avser man en avhandling som författats som en enhet med ett tydligt fokus. Som jämförelse består en sammanläggningsavhandling av flera sedan tidigare publicerade vetenskapliga arbeten som försetts med en gemensam inledning, en så kallad kappa.